# Міцик Іван Єпифанович
Іван [Архівовано 11 січня 2020 у Wayback Machine.] Єпіфанович Мицик (1903 - 1978) старший лейтенант адміністративної служби 3-го рангу, начальник речового постачання 208-й самохідної артилерійської Двинской ордена Богдана Хмельницького бригади 6-ї гвардійської танкової армії. Член ВКП (б) / КПРС з 1940 року. Українець.

## Життєпис
Народився в 1903 році, уродженець с. Покровське Дніпропетровської області Української РСР.
У РККА з 1941 року, покликаний Горохівським РВК Волинської області Української РСР. У Вітчизняній війні з 1 липня 1942 року на Брянському, 2-му Прибалтійському і 2-му Українському фронтах.
З травня 1942 по вересень 1944 року завідувач діловодством 328-го танкового батальйону 118-ї танкової бригади.
18 листопада 1943 року Наказом № 11 / н по 118-й танковій бригаді, ст. лейтенант а / с І.Є. Мицик - зав. діловодством технічної частини 328-го танкового батальйону, нагороджений медаллю «За бойові заслуги» за те, що:
«Замісник технічної частини Мицик Іван Єпіфанович беручи участь у Вітчизняній війні всі свої сили і знання і досвід з честю і повної свідомістю віддає на благо Батьківщини.
Тов. Мицик своєчасно і регулярно подавав всі необхідні відомості і донесення в технічну частину бригади про стан бойових і допоміжних машин.
Залишаючись в тиловому ешелоні, він вміло підтягував тили організовував марші з підтягування тилів батальйону за просуванням бойових машин, що забезпечувало своєчасну доставку ПММ боєприпасів і продуктів для бойових машин і їх екіпажів. »
26 червня 1944 року Наказом № 18 / н по 118-й окремій танковій бригаді, ст. лейтенант а / с І.Є. Мицик - зав. діловодством технічної частини 1-го танкового батальйону, нагороджений медаллю «За Відвагу» за те, що:
«Беручи участь в наступальних боях з 11.07.44 року проявив себе сміливим мужнім, спритним офіцером. Роботу здійснював на ходу, але оформляв все своєчасно культурно і чітко. Тримав безперебійний зв'язок з бойовими машинами, часто перебував сам на передовій. Здійснював доставку з тилів боєприпасів і чим тим самим допомагав танкам вести безперебійний рух і діями брав участь в евакуації танків з поля бою і допомагав ремонтувати. »
З вересня по грудень 1944 року помічник командира батальйону похідної частини 118-ї окремої танкової бригади.
З грудня 1944 по травень 1945 року начальник речового постачання 208-й самохідної артилерійської бригади 2-го Українського фронту.
31 травня 1945 року Наказом № 0110 / н по 6-ї гвардійської танкової армії, ст. лейтенант а / с І.Є. Мицик - начальник речового постачання 208-й Сабрі, нагороджений орденом Червоної Зірки за те, що:
«За час боїв бригади з 6 березня по 9 травня ц.р. начальник речового постачання старший лейтенант МИЦИК працював чітко, самовіддано і чесно, докладаючи всіх зусиль для того, щоб забезпечити частини бригади речовим майном повністю і в строк. Часто буваючи в частинах і оперативній групі, тов. МИЦИК домігся повного і своєчасного пере обмундирування особового складу в літню форму. Знає потреби і запити особового складу щодо речового майна і чуйно на них реагує. »
З серпня по вересень 1945 року 53-й важкий танковий самохідний полк 14-ї механізованої дивізії Забайкальсько-Амурського військового округу (так записано в військовому квитку).
Помер у 1978 році.Похований у Волинській області,м.Горохів.
Офіційні джерела:
https://www.nashapobeda.lv/3545.html [Архівовано 11 січня 2020 у Wayback Machine.]